# Arondismentul Bernay
Arondismentul Bernay (în franceză Arrondissement de Bernay) este un arondisment din departamentul Eure, regiunea Haute-Normandie, Franța.

## Subdiviziuni

### Cantoane
- Cantonul Amfreville-la-Campagne
- Cantonul Beaumesnil
- Cantonul Beaumont-le-Roger
- Cantonul Bernay-Est
- Cantonul Bernay-Ouest
- Cantonul Beuzeville
- Cantonul Bourgtheroulde-Infreville
- Cantonul Brionne
- Cantonul Broglie
- Cantonul Cormeilles
- Cantonul Montfort-sur-Risle
- Cantonul Pont-Audemer
- Cantonul Quillebeuf-sur-Seine
- Cantonul Routot
- Cantonul Saint-Georges-du-Vièvre
- Cantonul Thiberville

### Comune
| 1. Aclou (27001)                           | 2. Aizier (27006)                          | 3. Ajou (27007)                          | 4. Appeville-Annebault (27018)          |
| 5. Asnières (27021)                        | 6. Authou (27028)                          | 7. Bailleul-la-Vallée (27035)            | 8. Barc (27037)                         |
| 9. Barneville-sur-Seine (27039)            | 10. Barquet (27040)                        | 11. La Barre-en-Ouche (27041)            | 12. Barville (27042)                    |
| 13. Bazoques (27046)                       | 14. Beaumesnil (27049)                     | 15. Beaumont-le-Roger (27051)            | 16. Beaumontel (27050)                  |
| 17. Le Bec-Hellouin (27052)                | 18. Bernay (27056)                         | 19. Berthouville (27061)                 | 20. Berville-en-Roumois (27062)         |
| 21. Berville-la-Campagne (27063)           | 22. Berville-sur-Mer (27064)               | 23. Beuzeville (27065)                   | 24. Le Bois-Hellain (27071)             |
| 25. Boisney (27074)                        | 26. Boissey-le-Châtel (27077)              | 27. Boissy-Lamberville (27079)           | 28. Bonneville-Aptot (27083)            |
| 29. Bosc-Bénard-Commin (27084)             | 30. Bosc-Bénard-Crescy (27085)             | 31. Bosc-Renoult-en-Ouche (27088)        | 32. Bosc-Renoult-en-Roumois (27089)     |
| 33. Le Bosc-Roger-en-Roumois (27090)       | 34. Bosgouet (27091)                       | 35. Bosguérard-de-Marcouville (27092)    | 36. Bosnormand (27093)                  |
| 37. Bosrobert (27095)                      | 38. Boulleville (27100)                    | 39. Bouquelon (27101)                    | 40. Bouquetot (27102)                   |
| 41. Bourg-Achard (27103)                   | 42. Bourgtheroulde-Infreville (27105)      | 43. Bournainville-Faverolles (27106)     | 44. Bourneville (27107)                 |
| 45. Bray (27109)                           | 46. Brestot (27110)                        | 47. Brionne (27116)                      | 48. Broglie (27117)                     |
| 49. Brétigny (27113)                       | 50. Calleville (27125)                     | 51. Campigny (27126)                     | 52. Caorches-Saint-Nicolas (27129)      |
| 53. Capelle-les-Grands (27130)             | 54. Carsix (27131)                         | 55. Caumont (27133)                      | 56. Cauverville-en-Roumois (27134)      |
| 57. Chamblac (27138)                       | 58. La Chapelle-Bayvel (27146)             | 59. La Chapelle-Gauthier (27148)         | 60. La Chapelle-Hareng (27149)          |
| 61. Colletot (27163)                       | 62. Combon (27164)                         | 63. Condé-sur-Risle (27167)              | 64. Conteville (27169)                  |
| 65. Cormeilles (27170)                     | 66. Corneville-la-Fouquetière (27173)      | 67. Corneville-sur-Risle (27174)         | 68. Courbépine (27179)                  |
| 69. Drucourt (27207)                       | 70. Duranville (27208)                     | 71. Fatouville-Grestain (27233)          | 72. Le Favril (27237)                   |
| 73. Ferrières-Saint-Hilaire (27239)        | 74. Fiquefleur-Équainville (27243)         | 75. Flancourt-Catelon (27244)            | 76. Folleville (27248)                  |
| 77. Fontaine-l'Abbé (27251)                | 78. Fontaine-la-Louvet (27252)             | 79. Fontaine-la-Soret (27253)            | 80. Fort-Moville (27258)                |
| 81. Foulbec (27260)                        | 82. Fourmetot (27263)                      | 83. Franqueville (27266)                 | 84. Freneuse-sur-Risle (27267)          |
| 85. Fresne-Cauverville (27269)             | 86. Gisay-la-Coudre (27283)                | 87. Giverville (27286)                   | 88. Glos-sur-Risle (27288)              |
| 89. La Goulafrière (27289)                 | 90. Goupillières (27290)                   | 91. Gouttières (27292)                   | 92. Grand-Camp (27295)                  |
| 93. Grandchain (27296)                     | 94. Grosley-sur-Risle (27300)              | 95. Harcourt (27311)                     | 96. Hauville (27316)                    |
| 97. La Haye-Aubrée (27317)                 | 98. La Haye-de-Calleville (27318)          | 99. La Haye-de-Routot (27319)            | 100. Hecmanville (27325)                |
| 101. Heudreville-en-Lieuvin (27334)        | 102. Honguemare-Guenouville (27340)        | 103. La Houssaye (27345)                 | 104. Illeville-sur-Montfort (27349)     |
| 105. Jonquerets-de-Livet (27356)           | 106. La Lande-Saint-Léger (27361)          | 107. Landepéreuse (27362)                | 108. Le Landin (27363)                  |
| 109. Launay (27364)                        | 110. Lieurey (27367)                       | 111. Livet-sur-Authou (27371)            | 112. Malleville-sur-le-Bec (27380)      |
| 113. Malouy (27381)                        | 114. Manneville-la-Raoult (27384)          | 115. Manneville-sur-Risle (27385)        | 116. Marais-Vernier (27388)             |
| 117. Martainville (27393)                  | 118. Menneval (27398)                      | 119. Mesnil-Rousset (27404)              | 120. Montfort-sur-Risle (27413)         |
| 121. Montreuil-l'Argillé (27414)           | 122. Morainville-Jouveaux (27415)          | 123. Morsan (27418)                      | 124. Mélicourt (27395)                  |
| 125. Nassandres (27425)                    | 126. La Neuville-du-Bosc (27432)           | 127. Neuville-sur-Authou (27433)         | 128. Noards (27434)                     |
| 129. Notre-Dame-d'Épine (27441)            | 130. Notre-Dame-du-Hamel (27442)           | 131. Le Noyer-en-Ouche (27444)           | 132. La Noë-Poulain (27435)             |
| 133. Perriers-la-Campagne (27452)          | 134. Piencourt (27455)                     | 135. Les Places (27459)                  | 136. Plainville (27460)                 |
| 137. Le Planquay (27462)                   | 138. Plasnes (27463)                       | 139. Le Plessis-Sainte-Opportune (27466) | 140. Pont-Audemer (27467)               |
| 141. Pont-Authou (27468)                   | 142. La Poterie-Mathieu (27475)            | 143. Les Préaux (27476)                  | 144. Quillebeuf-sur-Seine (27485)       |
| 145. Romilly-la-Puthenaye (27492)          | 146. Rouge-Perriers (27498)                | 147. Rougemontiers (27497)               | 148. La Roussière (27499)               |
| 149. Routot (27500)                        | 150. Saint-Agnan-de-Cernières (27505)      | 151. Saint-Aubin-de-Scellon (27512)      | 152. Saint-Aubin-des-Hayes (27513)      |
| 153. Saint-Aubin-du-Thenney (27514)        | 154. Saint-Aubin-le-Guichard (27515)       | 155. Saint-Aubin-le-Vertueux (27516)     | 156. Saint-Aubin-sur-Quillebeuf (27518) |
| 157. Saint-Benoît-des-Ombres (27520)       | 158. Saint-Christophe-sur-Condé (27522)    | 159. Saint-Clair-d'Arcey (27523)         | 160. Saint-Cyr-de-Salerne (27527)       |
| 161. Saint-Denis-d'Augerons (27530)        | 162. Saint-Denis-des-Monts (27531)         | 163. Saint-Georges-du-Mesnil (27541)     | 164. Saint-Georges-du-Vièvre (27542)    |
| 165. Saint-Germain-Village (27549)         | 166. Saint-Germain-la-Campagne (27547)     | 167. Saint-Grégoire-du-Vièvre (27550)    | 168. Saint-Jean-de-la-Léqueraye (27551) |
| 169. Saint-Jean-du-Thenney (27552)         | 170. Saint-Laurent-du-Tencement (27556)    | 171. Saint-Léger-de-Rôtes (27557)        | 172. Saint-Léger-du-Gennetey (27558)    |
| 173. Saint-Maclou (27561)                  | 174. Saint-Mards-de-Blacarville (27563)    | 175. Saint-Mards-de-Fresne (27564)       | 176. Saint-Martin-Saint-Firmin (27571)  |
| 177. Saint-Martin-du-Tilleul (27569)       | 178. Saint-Ouen-de-Thouberville (27580)    | 179. Saint-Ouen-des-Champs (27581)       | 180. Saint-Ouen-du-Tilleul (27582)      |
| 181. Saint-Paul-de-Fourques (27584)        | 182. Saint-Philbert-sur-Boissey (27586)    | 183. Saint-Philbert-sur-Risle (27587)    | 184. Saint-Pierre-de-Cernières (27590)  |
| 185. Saint-Pierre-de-Cormeilles (27591)    | 186. Saint-Pierre-de-Salerne (27592)       | 187. Saint-Pierre-des-Ifs (27594)        | 188. Saint-Pierre-du-Mesnil (27596)     |
| 189. Saint-Pierre-du-Val (27597)           | 190. Saint-Quentin-des-Isles (27600)       | 191. Saint-Samson-de-la-Roque (27601)    | 192. Saint-Siméon (27603)               |
| 193. Saint-Sulpice-de-Grimbouville (27604) | 194. Saint-Sylvestre-de-Cormeilles (27605) | 195. Saint-Symphorien (27606)            | 196. Saint-Thurien (27607)              |
| 197. Saint-Victor-d'Épine (27609)          | 198. Saint-Victor-de-Chrétienville (27608) | 199. Saint-Vincent-du-Boulay (27613)     | 200. Saint-Éloi-de-Fourques (27536)     |
| 201. Saint-Étienne-l'Allier (27538)        | 202. Sainte-Croix-sur-Aizier (27526)       | 203. Sainte-Marguerite-en-Ouche (27566)  | 204. Sainte-Opportune-du-Bosc (27576)   |
| 205. Sainte-Opportune-la-Mare (27577)      | 206. Selles (27620)                        | 207. Serquigny (27622)                   | 208. Le Theil-Nolent (27627)            |
| 209. Theillement (27626)                   | 210. Thevray (27628)                       | 211. Thiberville (27629)                 | 212. Thibouville (27630)                |
| 213. Thierville (27631)                    | 214. Thuit-Hébert (27637)                  | 215. Tilleul-Dame-Agnès (27640)          | 216. Le Tilleul-Othon (27642)           |
| 217. Tocqueville (27645)                   | 218. Le Torpt (27646)                      | 219. Tourville-sur-Pont-Audemer (27655)  | 220. Toutainville (27656)               |
| 221. Touville (27657)                      | 222. La Trinité-de-Réville (27660)         | 223. La Trinité-de-Thouberville (27661)  | 224. Triqueville (27662)                |
| 225. Trouville-la-Haule (27665)            | 226. Valailles (27667)                     | 227. Valletot (27669)                    | 228. Vannecrocq (27671)                 |
| 229. Verneusses (27680)                    | 230. Vieux-Port (27686)                    | 231. Voiscreville (27699)                | 232. Écaquelon (27209)                  |
| 233. Écardenville-la-Campagne (27210)      | 234. Épaignes (27218)                      | 235. Épinay (27221)                      | 236. Épreville-en-Lieuvin (27222)       |
| 237. Épreville-en-Roumois (27223)          | 238. Étréville (27227)                     | 239. Éturqueraye (27228)                 |                                         |